# Parorbiliopsis salicis
Parorbiliopsis salicis är en svampart som beskrevs av Svrcek 1992. Parorbiliopsis salicis ingår i släktet Parorbiliopsis och familjen Helotiaceae.   Inga underarter finns listade i Catalogue of Life.